# Nicteri de Tenasserim
El nicteri de Tenasserim (Nycteris tragata) és una espècie de ratpenat de la família dels nictèrids que es troba a Indonèsia, Malàisia, Myanmar i Tailàndia.